# Yuri Foreman
Yuri Foreman (* 5. August 1980 in Homel, Weißrussische SSR) ist ein israelischer Profiboxer belarussischer Herkunft und ehemaliger Weltmeister der WBA im Halbmittelgewicht.

## Leben
Foreman begann im Alter von sieben Jahren mit dem Boxen und zog mit seiner jüdischen Familie 1991 nach Israel. Er gewann 76 von 81 Amateurkämpfen und wurde dreifacher Israelischer Meister. Darüber hinaus erreichte er das Achtelfinale der Junioren-Europameisterschaften 1997 in England, sowie das Viertelfinale der Junioren-Weltmeisterschaften 1998 in Argentinien. Bei den Weltmeisterschaften 1999 in den USA, schied er jedoch in der Vorrunde gegen den US-Meister Larry Mosley aus.
Im Jahr 2000 zog er zur Förderung seiner Boxkarriere nach New York City, wo er im Gleason’s Gym trainierte. Unter Trainer Michael Kozlowski gewann er 2001 die New York Golden Gloves, sowie 2000 und 2001 jeweils eine Bronzemedaille bei den National Golden Gloves.
2002 wechselte er zu den Profis und blieb in 29 Kämpfen ungeschlagen. Er schlug dabei 23 Gegner mit positiver Kampfbilanz, darunter Jesús Karass (11-2), Kevin Cagle (16-0), Troy Lowry (27-5) und Anthony Thompson (23-1). Gegen den Ukrainer Andrei Tsurkan (25-2) gewann er im Dezember 2007 die Nordamerikanische Meisterschaft (NABF) im Halbmittelgewicht und verteidigte sie gegen Saul Roman (28-4) und James Moore (16-1).
In einem folgenden Titelausscheidungskampf am 27. Juni 2009 in Atlantic City, kam es zu einem wertungslosen Kampfergebnis gegen Cornelius Bundrage (29-4). Grund war ein unabsichtlicher Zusammenprall mit den Köpfen der Sportler, wobei Foreman eine Cutverletzung davontrug. Er hatte aber bis zum Abbruch in der dritten Runde bei allen drei Punktrichtern in Führung gelegen. Daraufhin konnte er am 14. November 2009 in Las Vegas um den Weltmeistertitel der WBA im Halbmittelgewicht antreten, den er durch einstimmigen Punktesieg gegen Daniel Santos (32-3) gewann und damit Israels erster Boxweltmeister wurde. Er verlor jedoch seine bereits erste Titelverteidigung am 5. Juni 2010 durch eine t.K.o.-Niederlage in der neunten Runde an Miguel Cotto (34-2). Anschließend ließ er sich am Knie operieren. Im März 2011 folgte eine weitere vorzeitige Niederlage gegen Paweł Wolak (28-1).
Danach stieg Foreman erst im Januar 2013 wieder in den Ring und gewann bis Ende des Jahres vier Aufbaukämpfe. 2014 gab er dann überraschend seinen Rücktritt bekannt, nachdem er seinen für Juni geplanten Kampf gegen Jorge Melendez abgesagt hatte. Er absolvierte eine Ausbildung zum Rabbiner, nachdem er zuvor schon kabbalistische Kurse besucht hatte, und wurde 2014 ordiniert. Ende 2015 startete er ein Comeback als Boxer; am 5. Dezember 2015 besiegte er Lenwood Dozier.
Im Januar 2017 verlor er durch K. o. gegen Erislandy Lara.
Yuri Foreman war mit der ungarischen Amateurboxerin Leyla geb. Leidecker verheiratet, zusammen haben sie zwei Söhne. Seit 2018 ist Yuri mit Shoshana Hadassah verheiratet. 